# Triuridopsis intermedia
Triuridopsis intermedia är en enhjärtbladig växtart som beskrevs av T.Franke, Beenken och C.Hahn. Triuridopsis intermedia ingår i släktet Triuridopsis och familjen Triuridaceae. Inga underarter finns listade.